# Lindsey (Schiff)
Die Lindsey, auch USS Lindsey (Kennung: DD-771 / DM-32 / MMD-32), war ein Schneller Minenleger der Robert-H.-Smith-Klasse der United States Navy, der von 1944 bis 1946 in Dienst stand.

## Geschichte
Die USS Lindsey, benannt nach Lt. Comdr. Eugene E. Lindsey (1905–1942), dem Kommandanten des Torpedogeschwaders 6 der Enterprise während der Schlacht um Midway, wurde am 12. September 1943 unter der Kennung DD-771 bei Bethlehem Steel in San Pedro, Kalifornien auf Kiel gelegt. Nach der Taufe durch die Witwe des Namensgebers lief der Zerstörer am 5. März 1944 vom Stapel. Er wurde am 19. Juli zum Minenleger reklassifiziert (Kennung DM-32) und wurde am 20. August 1944 unter dem Kommando von Commander T. D. Chambers bei der US-Marine in Dienst gestellt.
Nach ersten Erprobungsfahrten vor der südkalifornischen Küste verließ der Minenleger San Francisco am 25. November 1944 und fuhr über Pearl Harbor nach Ulithi, wo er am 3. Februar 1945 eintraf. Fünf Tage später wurde Kurs auf Iwo Jima gesetzt, wo die Lindsey vom 17. bis zum 19. Februar operierte und die Invasionstruppen unterstützte. Am 23. Februar traf sie wieder in Ulithi ein, wo die Vorbereitungen für die Invasion Okinawas begannen.

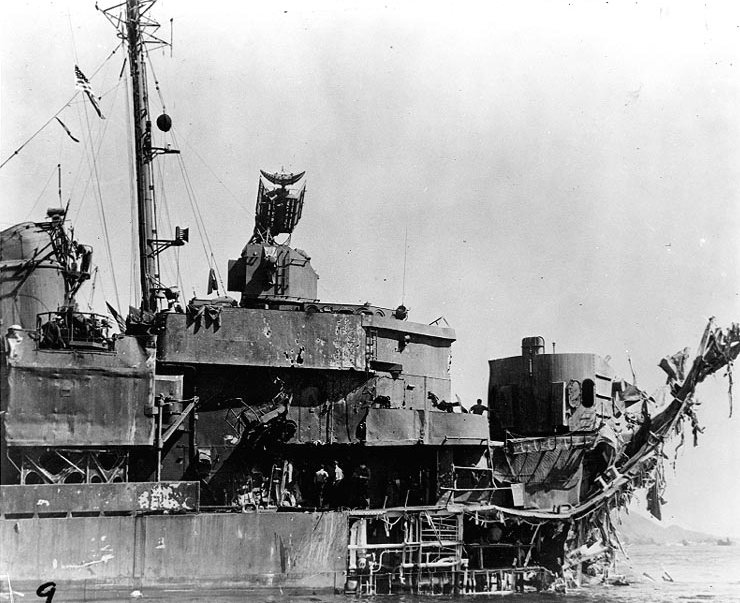
Die schwer beschädigte Lindsey zwei Tage nach dem Angriff am 12. April 1945

Am 19. März verließ die Lindsey das Atoll, fünf Tage später traf sie vor Okinawa ein und begann mit vorbereitenden Küstenbeschießungen. Nach dem Beginn der Invasion nahm sie japanische Geschützstellungen unter Feuer und brachte verwundete Soldaten von der Küste zu den Hospitalschiffen. Am Nachmittag des 12. April geriet die Lindsey in einen massiven Kamikazeangriff. Es gelang den Geschützmannschaften, sieben angreifende Sturzkampfbomber abzuschießen, zwei Aichi D3A Val trafen trotzdem das Vorschiff und explodierten. 57 Seeleute wurden dabei getötet, 57 weitere verwundet. Die Explosion des zweiten Flugzeugs riss zudem 20 Meter des vorderen Schiffsrumpfs inklusive des ersten Geschützturms ab. Nur weil der Kommandant die Maschinen auf „volle Kraft zurück“ gehen ließ und damit den Druck des einströmenden Wassers auf die Schotten des Kesselraums minderte, konnte ein Sinken der Lindsey verhindert werden.
Die schwer angeschlagene Lindsey wurde in der folgenden Nacht nach den Kerama-Inseln geschleppt, wo in den nächsten zwei Wochen behelfsmäßig repariert wurde. Am 28. April verließ sie die Insel im Schlepp nach Guam, wo sie am 6. Mai eintraf. Sie erhielt einen Behelfsbug und verließ Guam am 8. Juli in Richtung US-Ostküste. Über Pearl Harbor und den Panamakanal traf die Lindsey am 19. August in Norfolk, Virginia ein. Nach umfangreichen Reparaturen im Norfolk Naval Shipyard verließ der Minenleger Norfolk am 6. März 1946 und lief nach Charleston, South Carolina, wo sie am nächsten Tag eintraf. Die Lindsey wurde am 25. Mai 1946 außer Dienst gestellt und der Reserveflotte überstellt. Am 1. Oktober 1970 wurde sie aus den Schiffsregistern der US-Marine gestrichen und im Anschluss verschrottet. 
Die USS Lindsey erhielt für ihren Einsatz im Zweiten Weltkrieg zwei Battle Stars.